# Cyathea mossambicensis
Cyathea mossambicensis är en ormbunkeart som beskrevs av Bak. Cyathea mossambicensis ingår i släktet Cyathea och familjen Cyatheaceae. Inga underarter finns listade.